# Esvetoslau I
Esvetoslau ou Esviatoslau (em latim: Svetoslaus; em antigo eslavo oriental: Свтославъ/Свѧтославъ Игорєвичь; romaniz.: Sventoslavŭ / Svantoslavŭ Igorevičǐ), Esfendóstlabo (em grego medieval: Σφενδοσθλάβος; romaniz.: Sphendosthlábos) ou Sueinaldo (em nórdico antigo: Sveinald Ingvarsson; ca. 942 - 26 de março de 972) foi grão-príncipe de Kiev entre 945-972. Ficou famoso por suas campanhas no leste e sul, precipitando o colapso da Cazária e o Primeiro Império Búlgaro. Também conquistou várias tribos eslavas orientais, derrotou os alanos e atacou os búlgaros do Volga, e por vezes aliou-se a pechenegues e magiares.
Seu reinado sobre a Rússia foi marcado pela rápida expansão em direção ao vale do rio Volga, à estepe pôntica e aos Bálcãs. No fim de sua breve vida, construiu o maior Estado na Europa e mudou a capital em 969 de Kiev (na atual Ucrânia) para Pequena Preslava (identificada com a moderna vila de Nufaru, na Romênia) no Danúbio. Em contraste com a conversão de sua mãe ao cristianismo, Esvetoslau permaneceu um firme pagão por toda sua vida. Devido a sua morte abrupta em emboscada, a maioria de suas conquistas não foram consolidadas dentro de um império funcional, enquanto seu fracasso em estabelecer uma sucessão estável levou à disputa fratricida entre seus três filhos, resultando na morte de dois deles.

## Nome

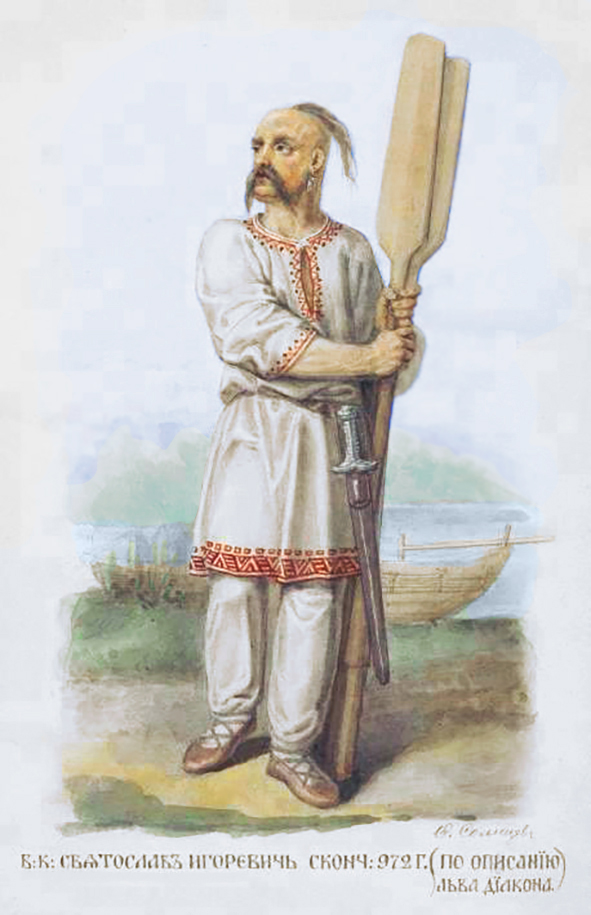
Desenho de Esvetoslau usando uma vixivanca, segundo Fedor Solntsev

A Crônica Primária registra Esvetoslau como primeiro governante da Rússia de Kiev com um nome de origem eslava (em oposição a seus predecessores, cujos nomes tinham forma nórdicas). O nome Esvetoslau, contudo, não é registrado em outros países eslavos medievais. Porém, Sueinaldo é o cognato em nórdico antigo oriental da forma eslava como atestado pelo patronímico nórdico antigo oriental do filho de Esvetoslau, Vladimir: Valdamarr Sveinaldsson. A convenção patronímica continua nas línguas islandesa e eslavas orientais. Mesmo em Kiev, foi atestado apenas entre membros da dinastia ruríquida, pois eram nomes dos sucessores imediatos de Esvetoslau: Vladimir I, Jaroslau I e Mistislau I. Alguns estudioso veem o nome de Esvetoslau, composto pelas raízes eslavas para "sagrado" e "glória", como derivação artificial combinando os nomes de seus predecessores Olegue e Rurique I (cujos nomes significam "sagrado" e "glorioso" em nórdico antigo, respectivamente).

## Vida

### Primeiros anos e personalidade
Nada se sabe sobre a infância e juventude de Esvetoslau, durante as quais esteve reinando em Novogárdia. O pai de Esvetoslau, Igor, foi morto pelos dreulianos cerca de 945, e sua mãe Olga governou como regente em Kiev até Esvetoslau alcançar a maioridade (ca. 963).[a] Esvetoslau foi tutorado pelo varegue Asmudo; a tradição de empregar tutores varegues para filhos de príncipes reinantes sobreviveu até o século XI. Esvetoslau parece ter tido paciência para administração. Sua vida foi gasta com sua drujina (vagamente, "companhia") em permanente guerra contra contra Estados vizinhos. Segundo a Crônica de Nestor, levou em suas expedições nem vagões nem chaleiras, e não cozinhou carne alguma, e em vez disso cortou pequenas tiras de carne de cavalo, caça ou bife para comer depois de assar nas brasas. Nem fez uma tenda, em vez disso espalhou um cobertor de cavalo sobre ele e colocando sua sela debaixo da cabeça, e toda sua comitiva fez o mesmo.
Sua aparência foi descrita muito claramente por Leão, o Diácono, que participou da reunião de Esvetoslau com o imperador João I (r. 969–976). Segundo suas memórias, Esvetoslau era um homem de olhos azuis e estatura média, mas de forma robusta, muito mais resistente que Tzimisces. Ele raspou sua cabeça loira e sua barba, mas usava um bigode espesso e um mecha de cabelo lateral como um sinal de sua nobreza.[b] Ele preferia vestir-se de branco e notou-se que suas vestes eram muito mais limpas do que as de seus homens, embora tivesse muito em comum com seus guerreiros. Ele usava um único grande brinco de ouro com um carbúnculo e duas pérolas.

### Crenças religiosas
A mãe de Esvetoslau, Olga, converteu-se ao cristianismo oriental na corte do imperador Constantino VII em 957, aproximadamente com 67 anos.[c] Contudo, Esvetoslau permaneceu pagão por toda sua vida. No Tratado de 971 entre ele e o imperador João I, os russos juram por Perun e Veles. Segundo a Cronica de Nestor, acreditava que seus guerreiros (druzina) perderiam seu respeito e zombariam dele se se tornasse cristão.[carece de fontes?]

### Vida familiar
Pouco se sabe sobre a vida familiar de Esvetoslau. É possível que não era o único (ou mais velho) filho de seus pais. O Tratado Russo-Bizantino de 945 cita certa Predislava, esposa de Volodislau, como a mais nobre entre as mulheres russas após Olga. O fato de Predislava ser a mãe de Olegue é apresentado por Vasily Tatishchev; ele também especulou que Predislava pertencia à nobreza húngara. George Vernadsky esteve entre os historiadores que especulam que Volodislau era o filho mais velho e herdeiro de Igor que morreu em algum ponto durante a regência de Olga; outra crônica diz que Olegue era o filho mais velho de Igor. À época da morte de Igor, Esvetoslau ainda era uma criança, e foi criado por sua mãe ou sob suas instruções. A influência dela, porém, não estendeu-se à observância religiosa dele.[carece de fontes?]

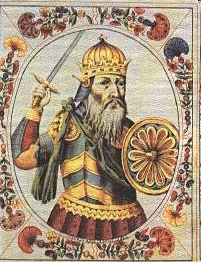
Esvetoslau no Títulos do Czar de 1672

Esvetoslau teve vários filhos, mas a origem de suas esposas não é especificado na crônica. De suas mulheres teve Jaropolco I e Olegue I. De Malucha, uma esposa de origens indeterminadas, teve Vladimir I, que romperia com o paganismo de seu pai e converteria os russos aos cristianismo. João Escilitzes relata que Vladimir tinha um irmão chamado Esfengo; é incerto se esse Esfengo era filho de Esvetoslau, um filho de Malucha de um casamento anterior ou marido subsequente, ou um nobre russo não relacionado;[carece de fontes?] Simon Franklin e Jonathan Shepard, por exemplo, sugeriram que poderia ser associado a Mistislau I de Czernicóvia.

### Campanhas orientais
Pouco após sua ascensão ao trono, Esvetoslau começou a fazer campanhas para expandir o controle russo sobre o vale do Volga e a região das estepe pôntica. Seu maior sucesso foi a conquista da Cazária, que por séculos foi um dos Estados mais poderosos da Europa Oriental. As fontes não são claras sobre as raízes do conflito, estão vários possibilidades foram sugeridas. Os russos tinham interesse em remover o controle casar da rota comercial do Volga, pois os cazares coletavam taxas dos bens transportados pelo rio. Historiadores sugeriram que o Império Bizantino pode ter incitado os russos contra os cazares, que se tornaram hostis contra os bizantinos após as perseguições dos judeus no reinado de Romano I (r. 920–944).
Esvetoslau começou reunindo as tribos vassalas eslavas orientais dos cazares à sua causa. Aqueles que não se juntaram a ele, como os viáticos, foram atacados e forçados a pagar tributo à Rússia e não aos cazares. segundo uma lenda registrada na Crônica de Nestor, Esvetoslau enviou uma mensagem aos governantes viáticos, que consistia numa única frase: "Eu quero ir até vocês!"; essa frase é usada em russo moderno e ucraniano para denotar uma declaração inequívoca da intenção de alguém.[carece de fontes?] Avançando pelos rios Oca e Volga, atacou a Bulgária do Volga. Usou mercenários oguzes e pechenegues na campanha, talvez para conter a cavalaria superior de cazares e búlgaros.

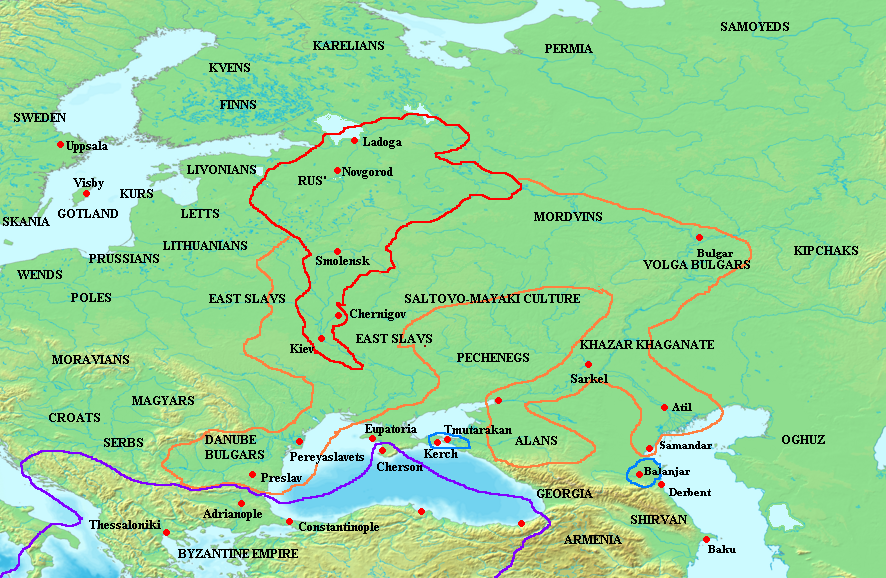
Rússia de Kiev à época de sua ascensão (vermelho) e em 972 (laranja)

Esvetoslau destruiu a cidade casar de Sarquel por volta de 965, possivelmente saqueando (mas não ocupando) a cidade casar de Querche na Crimeia também. Em Sarquel, estabeleceu um assentamento chamado Belaia Vieza ("torre branca" ou "fortaleza branca", a tradução do eslavo oriental para "Sarquel"). Posteriormente destruiu a capital casar de Itil. Um visitante de Itil escreveu logo após a campanha de Esvetoslau: "os rus atacaram, e havia nenhuma uva ou uva passa, nem uma folha de um ramo." A cronologia exata de sua campanha casar é incerta e disputada; por exemplo, Mikhail Artamonov e David Christian propuseram que o saque de Sarquel veio depois da destruição de Itil.
Embora ibne Haucal relate o saque de Samandar por Esvetoslau, o líder rus não se preocupou em ocupar permanentemente as regiões centrais dos cazares ao norte das montanhas do Cáucaso. No caminho de volta a Kiev, decidiu atacar os ossétios e forçá-los à subserviência.[d] Portanto, os estadinhos sucessores cazares continuaram sua precária existência na região.[e] A destruição do poder imperial casar pavimentou o caminho para que os rus de Kiev dominassem as rotas de comércio norte-sul através da estepe e através do Mar Negro, rotas que antigamente haviam sido uma importante fonte de receita para os cazares. Além disso, as campanhas de Esvetoslau levaram ao aumento da ocupação eslava na região da cultura de Saltovo-Maiaqui, mudando consideravelmente a demografia e a cultura da área de transição entre a floresta e a estepe.

### Campanhas nos Bálcãs

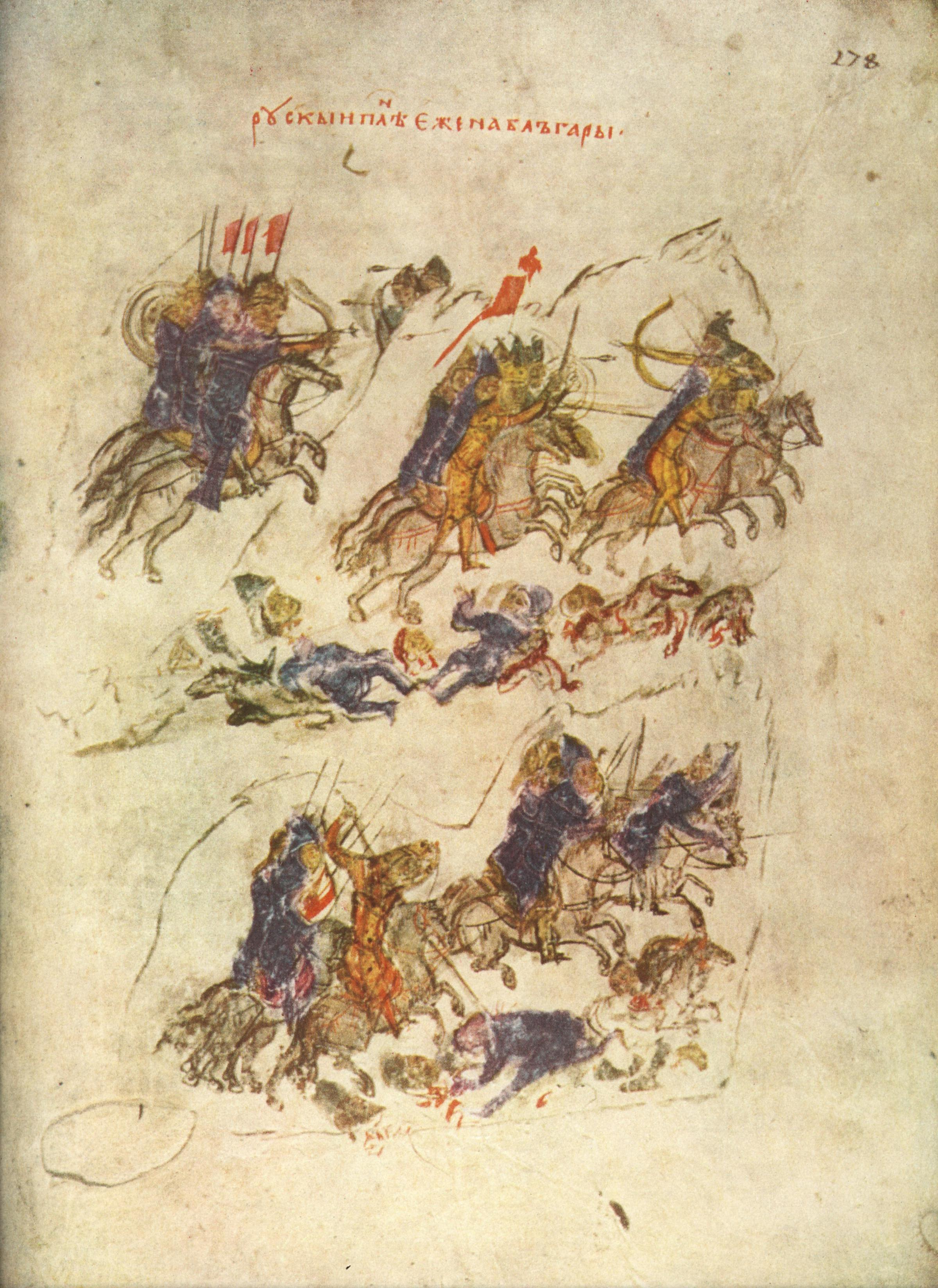
Invasão da Bulgária segunda a Crônica de Constantino Manasses

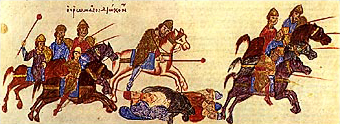
Perseguição dos rus pelos bizantinos segundo a Crônica de João Escilitzes

A aniquilação da Cazária foi realizada no contexto da aliança rus'-bizantina, concluída após a campanha bizantina de Igor em 944. Os estreitos laços militares entre rus' e o Império Bizantino são ilustrados pelo fato, relatado por João Escilitzes, de que um destacamento rus' acompanhou o imperador Nicéforo II Focas (r. 963–969) em sua vitoriosa expedição naval a Creta. Em 967 ou 968,[carece de fontes?] Nicéforo enviou seu agente Calóquiro a Esvetoslau, com o objetivo de conseguir a assistência do último numa guerra contra a Bulgária. Esvetoslau recebeu 15 000 libras de ouro e zarpou com um exército de 60 000 homens, incluindo milhares de mercenários pechenegues. Derrotou o imperador Bóris II (r. 969–971) e ocupou todo o norte da Bulgária. Enquanto isso, os bizantinos subornaram os pechenegues para atacar e sitiar Kiev, onde Olga ficou com o filho dele Vladimir. O cerco foi aliviado pela druzina de Pretiche e, imediatamente após a retirada de pechenegue, Olga enviou uma carta de reprovação a ele, que retornou e derrotou os pechenegues, que continuavam ameaçando Kiev.[carece de fontes?]
Esvetoslau recusou-se a entregar suas conquistas dos Bálcãs aos bizantinos, e as partes se desentenderam como resultado. Para desgosto de seus boiardos e de sua mãe (que morreu três dias depois de tomar conhecimento de sua decisão), Esvetoslau decidiu mudar sua capital para Pequena Preslava, na foz do Danúbio, devido ao grande potencial desse local como centro comercial. No registro da Crônica de Nestor de 969, explica que é para Pequena Preslava, o centro de suas terras, "que todas as riquezas fluem: ouro, sedas, vinho e várias frutas da Grécia, prata e cavalos da Hungria e Boêmia e de Peles de Rus, cera, mel e escravos".[carece de fontes?] No verão de 969, Esvetoslau deixou Rus novamente, dividindo seu domínio em três partes, cada uma sob o domínio nominal de um de seus filhos. À frente de um exército que incluía tropas auxiliares pechenegues e magiares, invadiu a Bulgária novamente, devastando a Trácia, capturando a cidade de Filipópolis e massacrando seus habitantes. Nicéforo respondeu reparando as defesas de Constantinopla e levantando novos esquadrões da cavalaria blindada. No meio de seus preparativos, foi derrubado e morto por João Tzimisces, que se tornou imperador.
João tentou primeiro convencer Esvetoslau a deixar a Bulgária, mas não teve sucesso. Desafiando a autoridade bizantina, Esvetoslau atravessou o Danúbio e sitiou Adrianópolis, causando pânico nas ruas de Constantinopla no verão de 970. Mais tarde naquele ano, os bizantinos lançaram uma contra-ofensiva. Ocupando-se de suprimir uma revolta de Bardas Focas, o Jovem na Ásia Menor, João enviou seu comandante-em-chefe Bardas Esclero, que derrotou a coalizão de rus, pechenegues, magiares e búlgaros na Batalha de Adrianópolis.  Enquanto isso, João, tendo reprimido a revolta de Bardas Focas, chegou aos Bálcãs com um grande exército e se promovendo como libertador da Bulgária de Esvetoslau, penetrou nas impraticáveis passagens nas montanhas e logo depois capturou Marcianópolis, onde os rus mantinha vários príncipes búlgaros reféns.[carece de fontes?]

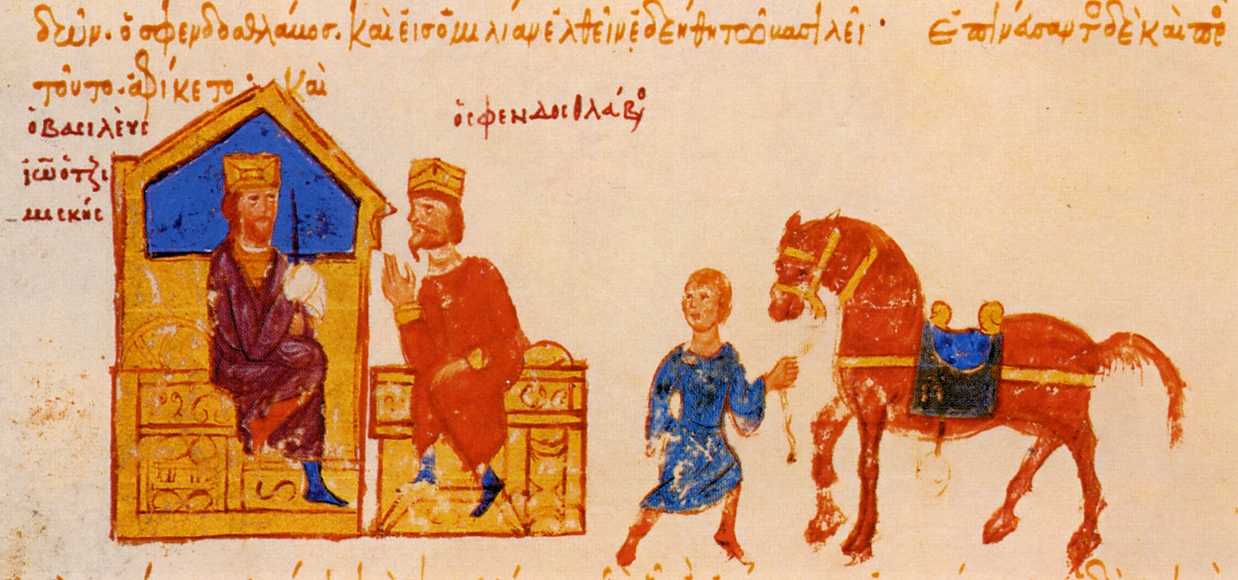
Encontro de João e Esvetoslau segundo a Crônica de João Escilitzes

Esvetoslau recuou para Dorostolo, que os exércitos bizantinos sitiaram por sessenta e cinco dias. Cortado e cercado, chegou a um acordo com João e concordou em abandonar os Bálcãs, renunciar suas reivindicações ao sul da Crimeia e retornar a oeste do rio Dniepre. Em troca, o imperador forneceu comida aos rus e passagem segura para casa. Esvetoslau e seus homens zarparam e desembarcaram na ilha de Berezan, na foz do Dniepre, onde acamparam durante o inverno. Vários meses depois, o acampamento foi devastado pela fome, de modo que nem a cabeça de um cavalo podia ser comprada por menos de meia grívnia, relata a Crônica de Nestor. Embora a campanha de Esvetoslau não tenha trazido resultados tangíveis aos rus', enfraqueceu a Bulgária e a deixou vulnerável aos ataques de Basílio II Bulgaróctono (r. 976–1025), quatro décadas depois.[carece de fontes?]